# Bismarckturm (Bochum-Dahlhausen)

Der Turm auf einer Ansichtskarte, 1902

Der Bismarckturm in Dahlhausen, heute Bochum, war eine Feuersäule ohne Aussichtsfunktionen zum Gedenken an Bismarck. Er befand sich auf der Eiberger Höhe am Ende der Straße „Am Walde“ und war 14,35 m hoch. Er wurde aus Steinquadern aus dem Steinbruch des Unternehmens errichtet. Eine außenwändige Eisentreppe erlaubte den Aufstieg zur Feuerschale.
Der Turm entstand aus rein privater Initiative des Geschäftsführers von Dr. C. Otto & Comp. Am 1. April 1902 wurde er eingeweiht. Auf der Vorderseite des Turmes befand sich in vergoldeten Buchstaben der Schriftzug „Bismarck“ samt seinem Wappen. Am Fuß des Turms war in einer Nische ein Porträt des Unternehmensgründers Carlos Otto. Die Flamme brannte bis zu acht Meter hoch. Pro Befeuerung wurden 1600 Liter Benzol verbraucht.
1941 wurde der Turm halb abgebrochen, um für eine Flak-Batterie das Sichtfeld zu verbessern. Die Reste wurden 1945 abgerissen.